# Jiří Pokorný (cyklista)
Jiří Pokorný (* 14. října 1956 Brno) je český cyklista, reprezentant bývalého Československa, v jehož dresu vybojoval spolu s Martinem Pencem, Teodorem Černým a Igorem Slámou bronzovou medaili ve stíhacím závodě mužstev na 4000 metrů v dráhové cyklistice na olympijských hrách v Moskvě v roce 1980. Účastnil i předchozí olympiády v Montrealu.